# Иннерхофер, Кристоф
Кристоф И́ннерхофер (нем. Christof Innerhofer, род. 17 декабря 1984, Гайс) — итальянский горнолыжник, чемпион мира 2011 года в супергиганте, двукратный призёр Олимпийских игр в Сочи. Победитель 6 этапов Кубка мира. Специалист скоростных дисциплин.

## Общая информация

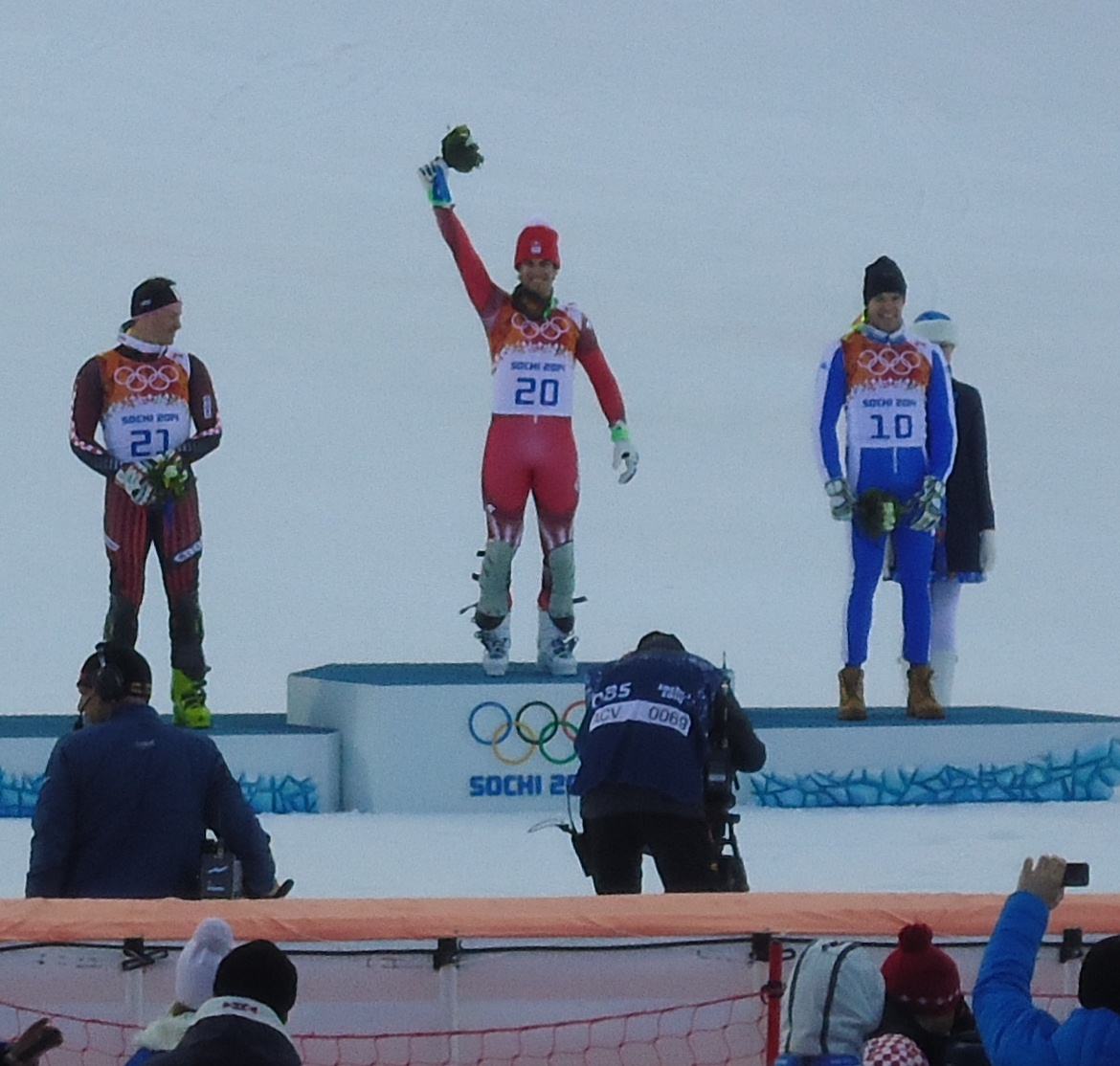
Иннерхофер (№ 10) на олимпийском подиуме после суперкомбинации на Играх в Сочи

В Кубке мира Иннерхофер дебютировал в 2006 году, 28 декабря 2008 года в возрасте 24 лет одержал свою первую победу на этапе Кубка мира в скоростном спуске. В сезоне 2010/11 выиграл суперкомбинацию в Банско, а в следующем сезоне стал первым в супергиганте на финальном этапе в Шладминге. В сезоне 201/13 выиграл три этапа Кубка мира в скоростном спуске и занял высшее в карьере 4-е место в зачёте этой дисциплины в Кубке мира. Лучшим достижением в общем зачёте Кубка мира является для Иннерхофера 8-е место в сезоне 2010/11.
28 декабря 2018 года в Бормио на трассе скоростного спуске последний раз попал в тройку лучших на этапе Кубка мира, это произошло спустя ровно 10 лет после первого попадания в тройку лучших там же в Бормио.
На Олимпиаде-2010 в Ванкувере стартовал в трёх дисциплинах: скоростной спуск — 19-е место, суперкомбинация — 8-е место, супергигант — 6-е место.
На Олимпиаде-2014 завоевал две медали: серебро в скоростном спуске и бронзу в суперкомбинации.
На Олимпиаде-2018 выступил в трёх дисциплинах: скоростном спуске, супергиганте и комбинации, но ни разу не сумел подняться выше 14-го места.
На Олимпийских играх 2022 года не сумел финишировать в скоростном спуске и супергиганте и занял 10-е место в комбинации.
За свою карьеру участвовал в 9 чемпионатах мира (2007, 2009, 2011, 2013, 2015, 2019, 2021, 2023, 2025): золото в супергиганте, серебро в суперкомбинации и бронза в скоростном спуске в 2011 году в Гармиш-Партенкирхене.
Использует лыжи и ботинки производства фирмы Rossignol.

## Результаты на крупнейших соревнованиях

### Зимние Олимпийские игры
| Олимпийские игры | Скоростной спуск | Супергигант | Гигантский слалом | Слалом | Комбинация | Команды |
| ---------------- | ---------------- | ----------- | ----------------- | ------ | ---------- | ------- |
| 2010 Ванкувер    | 19               | 6           | —                 | —      | 8          | н/д     |
| 2014 Сочи        | 2                | DNF         | —                 | —      | 3          | н/д     |
| 2018 Пхёнчхан    | 17               | 16          | —                 | —      | 14         | —       |
| 2022 Пекин       | DNF              | DNF         | —                 | —      | 10         | —       |

### Чемпионаты мира
| Чемпионат мира         | Скоростной спуск         | Супергигант              | Гигантский слалом        | Слалом                   | Комбинация               | Команды                  | Паралл. гигантский слалом |
| ---------------------- | ------------------------ | ------------------------ | ------------------------ | ------------------------ | ------------------------ | ------------------------ | ------------------------- |
| 2007 Оре               | 38                       | —                        | —                        | —                        | DSQ2                     | —                        | н/д                       |
| 2009 Валь-д’Изер       | 10                       | 4                        | —                        | —                        | 15                       | н/д                      | н/д                       |
| 2011 Гармиш            | 3                        | 1                        | —                        | —                        | 2                        | —                        | н/д                       |
| 2013 Шладминг          | 14                       | 7                        | —                        | —                        | DNF2                     | —                        | н/д                       |
| 2015 Вейл/Бивер-Крик   | 24                       | 18                       | —                        | —                        | 18                       | —                        | н/д                       |
| 2017 Санкт-Мориц       | не выступал из-за травмы | не выступал из-за травмы | не выступал из-за травмы | не выступал из-за травмы | не выступал из-за травмы | не выступал из-за травмы | не выступал из-за травмы  |
| 2019 Оре               | 11                       | 4                        | —                        | —                        | DNF2                     | —                        | н/д                       |
| 2021 Кортина-д’Ампеццо | 6                        | 23                       | —                        | —                        | 14                       | —                        | —                         |
| 2023 Куршевель         | —                        | 20                       | —                        | —                        | —                        | —                        | —                         |
| 2025 Зальбах           | —                        | 24                       | —                        | —                        |                          | —                        | н/д                       |

### Победы на этапах Кубка мира (6)
| № | Сезон   | Дата        | Место               | Дисциплина           |
| - | ------- | ----------- | ------------------- | -------------------- |
| 1 | 2008/09 | 18 дек 2008 | Бормио              | Скоростной спуск     |
| 2 | 2010/11 | 26 фев 2011 | Банско              | Суперкомбинация      |
| 3 | 2011/12 | 15 мар 2012 | Шладминг            | Супергигант          |
| 4 | 2012/13 | 30 ноя 2012 | Бивер-Крик          | Скоростной спуск (2) |
| 5 | 2012/13 | 19 янв 2013 | Венген              | Скоростной спуск (3) |
| 6 | 2012/13 | 23 фев 2013 | Гармиш-Партенкирхен | Скоростной спуск (4) |

## Интересные факты
Кристоф работает моделью у дизайнера Джорджо Армани.